# SOiL (ep)
SOiL er den anden ep fra hård rock-bandet SOiL som blev udgivet i 2001 gennem Century Media. 

## Numre
1. Broken Wings – 4:20
2. No More, No Less – 3:07
3. She – 3:28
4. Same Ol' Trip – 3:57
5. Yellow Lines – 5:09